# Henrietta Hydeová, hraběnka z Rochesteru
Henrietta Hydeová, hraběnka z Rochesteru (rozená Boyleová; 1646 – 12. dubna 1687) byla anglickou šlechtičnou a jednou z Windsor Beauties od Petera Lelyho.
Narodila se ve Wiltshire v Anglii jako dcera Richarda Boylea, 2. hraběte z Cork a jeho manželky Elizabeth Boyleové, hraběnky z Cork. V roce 1665 se Henrietta provdala za Laurence Hydea, 1. hraběte z Rochesteru, syna Edwarda Hydea, 1. hraběte z Clarendonu a Frances Hydeové. Henrietta měla s Laurencem čtyři děti.
Stejně jako většina členů Boyleovské dynastie, která se během dvou generací stala téměř nejsilnější na jihu Irska, byla Henrietta rozhodná a mohla by být bezohledná při prosazování svých práv. Během dvou posledních let života, kdy byl její manžel hlavním ministrem svého švagra krále Jakuba II., využila Henrietta svou moc plně k prosazení všemožných privilegií. Urputně se srážela s manželovou neteří, budoucí královnou Annou. Anna, která by se mohla stát jejím hrozivým protivníkem, si trpce stěžovala na její "otupělost".

## Potomci
- Anna Hydeová (zem. 25. ledna 1684/85), manželka Jamese Butlera, 2. vévody z Ormonde
- Mary Hydeová, (1669-1709), manželka Francise Seymour-Conwaye, 1. barona Conway
- Henry Hyde, 4. hrabě z Clarendonu (1672–1753)
- Henrietta Hydeová (1677–1730), manželka Jamese Scotta, hraběte z Dalkeithu

Henriettiny dcery Anna a mladší Henrietta byly obě známé svým důvtipem a šarmem. Annina brzká smrt po potratu byla velkou ránou pro rodiče, jejího manžela i přátele. Její sestra Lady z Dalkeithu si navzdory mnohým osobním tragédiím zachovala dobrou povahu a kouzlo až do svých padesáti let.